# Sarah Blasko
Pour les articles homonymes, voir Blaskó.
Sarah Blasko ou Sarah Elizabeth Blaskow, née le 23 septembre 1976 à Sydney (Nouvelle-Galles du Sud), est une chanteuse, auteur-compositrice et musicienne australienne.

## Biographie
Après avoir participé au groupe Acquiesce, basé à Sydney, elle développe une carrière solo à partir de 2002.
Son troisième album (2009) est intitulé As Day Follows Night et contient notamment All I want.
Son quatrième album sorti en octobre 2012 s'intitule I Awake et contient notamment Bury This, God-Fearing.
Ses trois premiers albums sont disque de platine en Australie,.

## Discographie

### Collaborations
avec Nick Wales